# Небесные стволы
Небесные стволы (кит. 天干 tiāngān) — циклические знаки десятеричного цикла, которые используются в Китае и других странах юго-восточной Азии для календарных обозначений, а также в качестве понятийных операторов в семействе наук классической китайской метафизики . По характеру использования иногда соответствует римским цифрам или любой другой системе исчисления на письме (а. б. в., 1)2)3) и т. п.).
Расположены в следующем порядке: 甲、乙、丙、丁、戊、己、庚、辛、壬、癸. Используются в сочетании со знаками двенадцатеричного цикла. В частности, путем добавления после небесного ствола земной ветви образуются циклические двузначные сочетания шестидесятеричного цикла, используемые для обозначения годов правления китайских императоров.
Происхождение системы до конца не выяснено. Чаще всего совместное использование двух циклов исчисления объясняется как символ взаимодействия инь и ян, Неба и Земли. Другим сравнением подобного рода регулярно выступает переплетение вертикальных и горизонтальных нитей в ткани.
Таблица соответствий циклических знаков другим категориям китайской философии
| №  | Знак | Пиньинь | Транскрипция | Пять стихий | Пять направлений | Инь и Ян |
| -- | ---- | ------- | ------------ | ----------- | ---------------- | -------- |
| 1  | 甲   | jiǎ     | Цзя          | 木 Дерево   | 東 Восток        | 陽 Ян    |
| 2  | 乙   | yǐ      | И            | 木 Дерево   | 東 Восток        | 陰 Инь   |
| 3  | 丙   | bǐng    | Бин          | 火 Огонь    | 南 Юг            | 陽 Ян    |
| 4  | 丁   | dīng    | Дин          | 火 Огонь    | 南 Юг            | 陰 Инь   |
| 5  | 戊   | wù      | У            | 土 Земля    | 中 Центр         | 陽 Ян    |
| 6  | 己   | jǐ      | Цзи          | 土 Земля    | 中 Центр         | 陰 Инь   |
| 7  | 庚   | gēng    | Гэн          | 金 Металл   | 西 Запад         | 陽 Ян    |
| 8  | 辛   | xīn     | Синь         | 金 Металл   | 西 Запад         | 陰 Инь   |
| 9  | 壬   | rén     | Жэнь         | 水 Вода     | 北 Север         | 陽 Ян    |
| 10 | 癸   | guǐ     | Гуй          | 水 Вода     | 北 Север         | 陰 Инь   |